# كيت اوبراين
كيت اوبراين (بالإنجليزية: Kate O'Brien) (و. 1988  م) هي دراجة كندية، ولدت في كالغاري، شاركت في ركوب الدراجات في الألعاب الأولمبية الصيفية 2016.

## روابط خارجية
- كيت اوبراين على موقع IBSF (الإنجليزية)
- كيت اوبراين على موقع أرشيف الدراجات (الإنجليزية)
- كيت اوبراين على موقع CycleBase (الإنجليزية)
- كيت اوبراين على موقع اللجنة الأولمبية الدولية (الإنجليزية)
- كيت اوبراين على موقع Paralympic.org (الإنجليزية)
- كيت اوبراين على موقع أوليمبيديا (الإنجليزية)
- كيت اوبراين على موقع اللجنة الأولمبية الكندية (الإنجليزية)
- كيت اوبراين على موقع اللجنة البارالمبية الكندية (الإنجليزية)